# Santa María del Rosario (Oaxaca)
Santa María del Rosario es una localidad del estado mexicano de Oaxaca. Es cabecera del municipio de Santa María del Rosario.

## Demografía
| Censo | Población |
| ----- | --------- |
| 1900  | 646       |
| 1921  | 620       |
| 1930  | 633       |
| 1940  | 783       |
| 1950  | 804       |
| 1960  | 867       |
| 1970  | 330       |
| 1980  | 182       |
| 1990  | 108       |
| 1995  | 50        |
| 2000  | 48        |
| 2005  | 89        |
| 2010  | 55        |
| 2020  | 96        |